# Arbas (Fluss)
Der Arbas ist ein Fluss in Frankreich, der im Département Haute-Garonne in der Region Okzitanien verläuft. Er entspringt unter dem Namen Goute d’Escouch im südlichen Gemeindegebiet von Herran, ändert in seinem Oberlauf nochmals mehrfach seinen Namen, entwässert generell in nordöstlicher Richtung und mündet nach rund 19 Kilometern im Ortsgebiet von Mane als linker Nebenfluss in den Salat.

## Orte am Fluss
(Reihenfolge in Fließrichtung)
- Gourgue, Gemeinde Arbas
- Arbas
- Béron, Gemeinde Chein-Dessus
- Ribereuil, Gemeinde Montastruc-de-Salies
- Castelbiague
- Montgaillard-de-Salies
- Mane